# Fernando Díaz de Lantarón y Cerezo
Fernando Díaz, né dans le dernier quart du IXe siècle et mort après 923, est comte de Lantarón et Cerezo en Castille ; il est cité dans les sources en 918/923.
Parfois considéré comme un fils du comte  Diego de Castille, son nom apparaît le 8 janvier 918 comme « comte en Castille » puis il est cité le 28 mars 923 comme comte de Cerezo. 
Il participe à la conquête de La Rioja aux côtés de Ordoño II de León et Sanche Ier de Navarre, qui sera définitive en 924.
Il a deux frères : Gómez Díaz, alférez du comte Ferdinand González de Castille et Gonzalo Díaz.